# Winds of May Band
Winds of May es una banda de Industrial Gothic Metal de Venezuela fundada por Danian
en 2012. 
Sus líricas tratan principalmente acerca de oscuridad, emociones como el amor o desamor y metaforizar experiencias personales. 
Actualmente está integrada por Danian y Deivy Medina quienes trabajan con diversos músicos invitados y colaboradores. 

## Historia
En 2012 Danian comienza a componer los primeros temas y a definir la temática de las líricas y contacta a Deivy Medina como bajista de sesión y con el propósito de futuras presentaciones en vivo. 
Es entonces cuando comienzan a adentrarse en la fusión del Doom con el Gothic Metal, y a incursionar en sus primeras grabaciones, en este género lanzarían sus tres primeras producciones discográficas desde el 2015 cuando publican el EP "Seven Dying Leaves" hasta mediados del 2019 y después del álbum de estudio "To Exist" cuando su sonido evoluciona más volcado al Industrial Metal sin dejar de lado la influencia permanente del Gothic desde su formación.
En noviembre de 2020 filman y publican su primer vídeo oficial para el tema "New Normality" parte de su más reciente álbum hasta la fecha titulado "Sadppiness" en el que se evidencia aún más el cambio de estilo de la agrupación  

## Discografía

### Álbumes de estudio
- Darkness Revamped - 2018
- To Exist - 2019
- Sadppiness - 2021

### Demos
- "Seven Dying Leaves" - 2015

## Miembros

### Miembros actuales
- Danian - compositor, guitarra y voz (2012-presente)
- Deivy Medina - bajo en vivo y sesiones (2012-presente)

### Músicos invitados
- Danny Fuentes - batería en vivo (2020)